# Bolesław Stawiński
Bolesław Stawiński (ur. 1908 w Łodzi, zm. 1983 w Bytomiu) – polski malarz, rysownik, pedagog, członek Grupy Krakowskiej.
Studiował w latach 1928–1934 w Akademii Sztuk Pięknych w Krakowie u Władysława Jarockiego, Teodora Axentowicza, Fryderyka Pautscha, Wojciecha Weissa. 
Wraz z Saszą Blonderem, Jonaszem Sternem i Leopoldem Lewickim był współzałożycielem Grupy Krakowskiej. Jak i inni członkowie Grupy Krakowskiej wyznawał poglądy radykalnie lewicowe.
Wakacje 1939 spędził w Krzemieńcu, gdzie zastała go wojna i tam przeżył okres II wojny światowej. Po wojnie jako repatriant trafił przypadkowo do Bytomia, gdzie pozostał na stałe.
Mimo że dwaj jego bracia zostali ministrami w rządzie PRL, Stawiński odmawiał przyjęcia korzyści z tytułu więzów rodzinnych.
W roku 1949 został powołany na stanowisko wykładowcy w katowickim Oddziale Państwowej Wyższej Szkoły Sztuk Plastycznych we Wrocławiu.
Prace w zbiorach muzeów: Białystok-Muzeum Okręgowe, Łódź-Muzeum Sztuki, Bydgoszcz-Muzeum Okręgowe, Poznań-Muzeum Narodowe, Bytom-Muzeum Górnośląskie, Rzeszów-Muzeum Okręgowe, Chełm-Muzeum Okręgowe, Szczecin-Muzeum Narodowe, Chorzów-Muzeum, Szreniawa-Muzeum Narodowe, Częstochowa-Muzeum Okręgowe, Rolnictwa, Kraków-Muzeum Narodowe, Warszawa-Muzeum Narodowe, Krosno-Muzeum Okręgowe, Wrocław-Muzeum Narodowe.